# Spondylus victoriae
Spondylus victoriae is een tweekleppigensoort uit de familie van de Spondylidae. De wetenschappelijke naam van de soort is voor het eerst geldig gepubliceerd in 1860 door G.B. Sowerby II.